# Nickelodeon Movies
Nickelodeon Movies es una empresa de cine del canal de cable Nickelodeon, originalmente fundada el 25 de febrero de 1995. Su primera película fue Harriet la espía en 1996. Ha producido películas basadas en programas de Nickelodeon, así como otras adaptaciones y proyectos originales. Sus películas son producidas por Paramount Skydance Corporation en su división Paramount Pictures.
El 21 de agosto de 2006, Nickelodeon Movies y MTV Films se convirtieron en el pleno de las etiquetas de Paramount Pictures. Aunque aún se siguen comercializando sus producciones como Nickelodeon Movies.
A partir de 14 de agosto de 2020, Bob Esponja Pantalones Cuadrados, protagonista titular de Bob Esponja, es la mascota del estudio, lo mismo para Nickelodeon y su división de animación.

## Historia
En 1993, Nickelodeon firmó un contrato de dos años con 20th Century Fox para realizar largometrajes. La empresa conjunta produciría principalmente material nuevo, aunque un ejecutivo de Nickelodeon no descartó la posibilidad de hacer películas basadas en The Ren & Stimpy Show, Rugrats y Doug. Ninguna de las películas se produjo debido a la adquisición de Paramount Pictures en 1994 por la empresa matriz de Nickelodeon, Viacom, la cual distribuiría las películas. Las diferencias creativas con John Kricfalusi, el creador de Ren & Stimpy, y la incapacidad de comercializar esa propiedad de forma familiar en lugar de con un humor cínico y grosero, frustraron la película. Sin embargo, Paramount y Viacom seguirían adelante y comenzarían el desarrollo de The Rugrats Movie un año después de la adquisición. La película de Doug no se realizó debido a que The Walt Disney Company adquirió en 1996 el estudio de producción, Jumbo Pictures, en 1999 estrenándose a través de Walt Disney Pictures una película a modo de final de la serie, Doug's 1st Movie.
Posteriormente, Nickelodeon Movies fue fundanda el 25 de febrero de 1995. El 10 de julio de 1996, el estudio estrenó su primera película, Harriet la espía, una comedia de espías basada en la novela de 1964 de mismo título.

## Películas

### Estrenadas
| #     | Título                                            | Fecha de estreno | Compañías de coproducción | Distribución                                                                                                   | Notas |
| 1990s | 1990s                                             | 1990s            | 1990s | 1990s | 1990s |
| ----- | ------------------------------------------------- | ---------------- | --- | --- | --- |
| 1     | Harriet la espía                                  | 1996             | Paramount / Rastar | Paramount Pictures                                                                                             | La primera película del estudio |
| 2     | Good Burger                                       | 1997             | Paramount / Tollin/Robbins Productions                                                                                             | Paramount Pictures                                                                                             | La segunda película del estudio. Basado en un sketch del programa All That                                                                           |
| 3     | The Rugrats Movie                                 | 1998             | Paramount / Klasky Csupo | Paramount Pictures                                                                                             | La primera película del estudio basada en una serie de Nickelodeon y la primera en recibir una clasificación del G.                                  |
| 2000s |                                                   |                  | | | |
| 4     | Snow Day                                          | 2000             | Paramount / C.O.R.E. | Paramount Pictures                                                                                             | |
| 5     | Rugrats in Paris: The Movie                       | 2000             | Paramount / Klasky Csupo | Paramount Pictures                                                                                             | La primera secuela del estudio. |
| 6     | Jimmy Neutron: Boy Genius                         | 2001             | Paramount / O Entertainment / DNA Productions                                                                                      | Paramount Pictures                                                                                             | Primera película animada del estudio en no estar basada en una serie de Nickelodeon; Nominada por los Academy Award para Mejor película de animación |
| 7     | Clockstoppers                                     | 2002             | Paramount / Valhalla Motion Pictures                                                                                               | Paramount Pictures                                                                                             | |
| 8     | ¡Oye Arnold! La película                          | 2002             | Paramount / Snee-Oosh | Paramount Pictures                                                                                             | |
| 9     | Los Thornberrys: la película                      | 2002             | Paramount / Klasky Csupo | Paramount Pictures                                                                                             | |
| 10    | Rugrats: Vacaciones Salvajes                      | 2003             | Paramount / Klasky Csupo | Paramount Pictures                                                                                             | La primera película crossover de dos series de Nickelodeon, Rugrats y Los Thornberrys.                                                               |
| 11    | Bob Esponja: La película                          | 2004             | Paramount / United Plankton Pictures                                                                                               | Paramount Pictures                                                                                             | Película basada en la popular serie animada Bob Esponja.                                                                                             |
| 12    | Lemony Snicket's A Series of Unfortunate Events   | 2004             | Paramount / DreamWorks | Estados Unidos: Paramount Pictures Internacional: DreamWorks                                                   | Academy Award Oscar |
| 13    | Yours, Mine and Ours                              | 2005             | Paramount / Metro-Goldwyn-Mayer / Columbia                                                                                         | Paramount Pictures                                                                                             | |
| 14    | Nacho Libre                                       | 2006             | Paramount / Black & White Productions                                                                                              | Paramount Pictures                                                                                             | |
| 15    | Barnyard                                          | 2006             | Paramount / O Entertainment | Paramount Pictures                                                                                             | Segunda Película Animada en no estar basada en una serie de Nickelodeon.                                                                             |
| 16    | Charlotte's Web                                   | 2006             | Paramount / Walden Media / The Kerner Entertainment Company                                                                        | Paramount Pictures                                                                                             | |
| 17    | The Spiderwick Chronicles                         | 2008             | Paramount / The Kennedy/Marshall Company                                                                                           | Paramount Pictures                                                                                             | Tercera Película Animada del estudio en no estar basada en una serie de Nickelodeon.                                                                 |
| 18    | Hotel para perros                                 | 2009             | DreamWorks / Cold Spring Pictures / Donners' Company / Montecito Picture Company                                                   | Paramount Pictures                                                                                             | La película de Dreamworks con Paramount |
| 19    | Imagine That                                      | 2009             | Paramount / di Bonaventura Pictures                                                                                                | Paramount Pictures                                                                                             | |
| 2010s |                                                   |                  | | | |
| 20    | The Last Airbender                                | 2010             | Paramount / Blinding Edge Pictures / The Kennedy/Marshall Company                                                                  | Paramount Pictures                                                                                             | Película basada en la serie Avatar: la leyenda de Aang                                                                                               |
| 21    | Rango                                             | 2011             | Paramount / GK Films / Blind Wink / Industrial Light & Magic                                                                       | Paramount Pictures                                                                                             | Cuarta Película Animada en no estar basada en una serie de Nickelodeon, Ganadora del Oscar a la mejor película animada                               |
| 22    | Las aventuras de Tintín: el secreto del Unicornio | 2011             | Paramount / DreamWorks / Columbia / Amblin Entertainment / The Kennedy/Marshall Company / WingNut Films / Hemisphere Media Capital | Norteamérica, Reino Unido, Nueva Zelanda, Australia y Asia: Paramount Pictures Europa: Sony Pictures Releasing | Quinta Película Animada en no estar basada en una serie de Nickelodeon                                                                               |
| 23    | Fun Size                                          | 2012             | Paramount / Anonymous Content / Fake Empire Productions                                                                            | Paramount Pictures                                                                                             | |
| 24    | Teenage Mutant Ninja Turtles                      | 2014             | Paramount / Platinum Dunes / Mednick Productions / Gama Entertainment / Heavy Metal                                                | Paramount Pictures                                                                                             | Película basada en la franquicia del mismo nombre.                                                                                                   |
| 25    | Bob Esponja: Un héroe fuera del agua              | 2015             | Paramount / Paramount Animation / United Plankton Pictures                                                                         | Paramount Pictures                                                                                             | Secuela de The SpongeBob SquarePants Movie |
| 26    | Teenage Mutant Ninja Turtles: Out of the Shadows  | 2016             | Paramount / Platinum Dunes / Mednick Productions / Gama Entertainment / Heavy Metal                                                | Paramount Pictures                                                                                             | Secuela de Tortugas Ninja |
| 27    | Monster Trucks                                    | 2017             | Paramount / Paramount Animation / Disruption Entertainment                                                                         | Paramount Pictures                                                                                             | |
| 28    | Wonder Park                                       | 2019             | Paramount Pictures / Nickelodeon Movies / Paramount Animation                                                                      | Paramount Pictures                                                                                             | Sexta película animada del estudio en no estar basada en una serie de Nickelodeon.                                                                   |
| 29    | Dora y la ciudad perdida                          | 2019             | Paramount Players / Nickelodeon Movies / Walden Media / MRC / Burr! Productions                                                    | Paramount Pictures                                                                                             | Película de acción real basada en la serie animada Dora, la exploradora, y primera basada en una serie de Nick Jr.                                   |
| 30    | Jugando con fuego                                 | 2019             | Paramount Players / Nickelodeon Movies / Walden Media / Broken Road Productions                                                    | Paramount Pictures                                                                                             | |
| 2020s |                                                   |                  | | | |
| 31    | The SpongeBob Movie: Sponge on the Run            | 2020             | Paramount Pictures / Paramount Animation / United Plankton Pictures / MRC                                                          | Estados Unidos: Paramount+ Canadá y China: Paramount Pictures Internacional: Netflix                           | Tercera película basada en la serie animada Bob Esponja                                                                                              |
| 32    | The Loud House Movie                              | 2021             | Nickelodeon Movies / Top Draw Animation                                                                                            | Netflix | Película basada en la serie animada The Loud House                                                                                                   |
| 33    | PAW Patrol: La película                           | 2021             | Paramount Pictures / Nickelodeon Movies / Spin Master Entertainment                                                                | Paramount Pictures                                                                                             | Película basada en la serie animada PAW Patrol y la segunda basada en una serie de Nick Jr.                                                          |
| 34    | Paws of Fury: The Legend of Hank                  | 2022             | Paramount Pictures / Nickelodeon Movies / Align / GFM Animation / Aniventure                                                       | Paramount Pictures                                                                                             | Película inspirada en Blazing Saddles de Mel Brooks y séptima película animada del estudio en no estar basada en una serie de Nickelodeon.           |
| 35    | El ascenso de las Tortugas Ninja: La película     | 2022             | Nickelodeon Movies / Flying Bark Productions / Top Draw Animation                                                                  | Netflix | Basada en la serie de televisión animada Rise of the Teenage Mutant Ninja Turtles de la franquicia del mismo nombre                                  |
| 36    | ¡Pistas de Blue en Nueva York!: La película       | 2022             | Nickelodeon Movies / Nickelodeon Animation Studio / 9 Story Media Group / Brown Bag Films / Boxel Animation / Line by Line Media   | Nickelodeon / Paramount+                                                                                       | Basada en la serie de televisión ¡Pistas de Blue y tú! y la tercera basada en una serie de Nick Jr.                                                  |
| 37    | Fantasy Football                                  | 2022             | Awesomeness Films / SpringHill Company / Genius Productions / NFL Films                                                            | Paramount+ | |
| 38    | Zoey 102                                          | 2023             | Awesomeness Films | Paramount+ | Basada en la serie de televisión Zoey 101 |
| 39    | Teenage Mutant Ninja Turtles: Mutant Mayhem       | 2023             | Paramount Pictures / Paramount Animation / Nickelodeon Movies / Spyglass Animation Group / Point Grey Pictures                     | Paramount Pictures                                                                                             | Basada en la serie del mismo nombre |
| 40    | PAW Patrol: The Mighty Movie                      | 2023             | Paramount Pictures / Nickelodeon Movies / Spin Master Entertainment                                                                | Paramount Pictures                                                                                             | Basada en la serie de televisión animada PAW Patrol de Nick Jr. y secuela de PAW Patrol: La película                                                 |
| 41    | Good Burger 2                                     | 2023             | Paramount Pictures / Nickelodeon Movies                                                                                            | Paramount+ | Secuela de la película Good Burger de 1997. |
| 42    | Los Casagrande: La película                       | 2024             | Nickelodeon Movies | Netflix | Segunda película animada basada en la serie The Loud House, basándose en su spin-off Los Casagrande.                                                 |
| 43    | No Time To Spy: A Loud House Movie                | 2024             | Nickelodeon Movies/ Nickelodeon Animation Studio                                                                                   | Nickelodeon / Paramount+                                                                                       | Tercera película animada basada en la serie The Loud House.                                                                                          |
| 44    | Saving Bikini Bottom: The Sandy Cheeks Movie      | 2024             | Paramount Animation/United Plankton Pictures/Nickelodeon Movies                                                                    | Netflix | Cuarta película basada en la serie animada Bob Esponja                                                                                               |
| 45    | Plankton: The Movie                               | 2025             | United Plankton Pictures | Netflix | Quinta película basada en la serie animada Bob Esponja                                                                                               |
| 46    | Dora and the Search for Sol Dorado                | 2025             | Paramount Players | Paramount+ | Segunda película de acción real basada en la serie animada Dora, la exploradora                                                                      |

### Próximas películas
| #  | Título                                                            | Fecha de estreno | Compañías de coproducción                    | Distribución       | Ref(s)               |
| -- | ----------------------------------------------------------------- | ---------------- | -------------------------------------------- | ------------------ | -------------------- |
| 47 | The SpongeBob Movie: Search for SquarePants                       | 2025             | United Plankton Pictures                     | Paramount Pictures | [ 11 ]               |
| 48 | Aang: The Last Airbender                                          | 2026             | Avatar Studios                               | Paramount Pictures | [ 12 ] [ 13 ]        |
| 49 | Paw Patrol: The Dino Movie                                        | 2026             | Spin Master Entertainment                    |                    | [ 14 ] [ 15 ] [ 16 ] |
| 50 | Secuela sin título de Teenage Mutant Ninja Turtles: Mutant Mayhem | 2026             | Point Grey Pictures                          |                    | [ 16 ]               |
| —  | Yokai Samba                                                       | —                | Paramount Animation                          |                    | [ 17 ] [ 18 ]        |
| —  | Película de acción real sin título de Tortugas Ninja              | —                | Platinum Dunes                               |                    | [ 19 ] [ 20 ]        |
| —  | Tercera película derivada de Bob Esponja sin título               | —                | Paramount Animation United Plankton Pictures | Netflix            | [ 21 ]               |
| —  | Película de acción real/CGI de Rugrats                            | —                |                                              |                    | [ 22 ] [ 23 ]        |
| —  | Secuela sin título de Jimmy Neutron: Boy Genius                   | —                | Paramount Animation                          |                    | [ 24 ]               |

## Cortometrajes
| Título                                                            | Fecha de estreno         | Compañías de coproducción                                     | Lanzado en cines con                        |
| ----------------------------------------------------------------- | ------------------------ | ------------------------------------------------------------- | ------------------------------------------- |
| Arnold                                                            | 10 de julio de 1996      | Nickelodeon Animation Studio Anivision                        | Harriet the Spy                             |
| Rock-a-Big Baby                                                   | 25 de julio de 1997      | Nickelodeon Animation Studio Chuckimation Flying Mallet, Inc. | Good Burger                                 |
| Fetch                                                             | 20 de noviembre de 1998  | Nickelodeon Animation Studio Rough Draft Korea Co., Ltd.      | The Rugrats Movie                           |
| Edwurd Fudwupper Fibbed Big                                       | 11 de noviembre de 2000  | Threshold Digital Research Labs                               | Rugrats in Paris: The Movie                 |
| Bad Hamster                                                       | 15 de julio de 2022      | Xentrix Studio                                                | Paws of Fury: The Legend of Hank            |
| Dora and the Fantastical Creatures                                | 29 de septiembre de 2023 | Nickelodeon Animation Studio Duncan Studio                    | Paw Patrol: The Mighty Movie                |
| Order Up                                                          | 19 de julio de 2025      | Nickelodeon Animation Studio                                  | Smurfs                                      |
| Teenage Mutant Ninja Turtles: Chrome Alone 2 – Lost in New Jersey | 19 de diciembre de 2025  |                                                               | The SpongeBob Movie: Search for SquarePants |

## Logo

Segundo logo de Nickelodeon Movies, usado el 20 de noviembre de 1998.
Tercer logo de Nickelodeon Movies, usado desde 11 de febrero de 2000 hasta 15 de diciembre de 2006.
Cuarto logo de Nickelodeon Movies, usado desde 14 de febrero de 2008 hasta 12 de junio de 2009.
Quinto logo de Nickelodeon Movies, usado desde 2 de julio de 2010 hasta 15 de marzo de 2019.
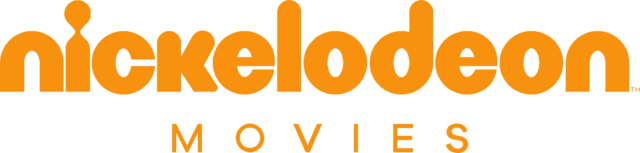
Sexto logo de Nickelodeon Movies, usado desde 9 de agosto de 2019 hasta 8 de noviembre de 2019.